# B (lettre)
Ne pas confondre avec la lettre cyrillique vé ‹ В, в ›, la lettre grecque bêta ‹ Β, β ›, la lettre copte vita ‹ Ⲃ, ⲃ ›, la lettre gotique baírkan ‹ 𐌱 ›, la syllabe cherokee yën ‹ Ᏼ › ou la syllabe canadienne khe porteur ‹ ᗷ › .
Pour les articles homonymes, voir B.
Cette page contient des caractères spéciaux ou non latins. S’ils s’affichent mal (▯, ?, etc.), consultez la page d’aide Unicode.
B (capitale : B, minuscule : b) est la deuxième lettre de l'alphabet latin et sa première consonne.

## Histoire
| Egyptian hieroglyphic house    | Proto-semitic house    | Phoenician beth | Greek beta | Etruscan B | Roman B  |
| Hiéroglyphe égyptien O1 maison | Proto-sémitique maison | beth phénicien  | bêta grec  | B étrusque | B romain |
| Évolution probable du graphème |                        |                 |            |            |          |

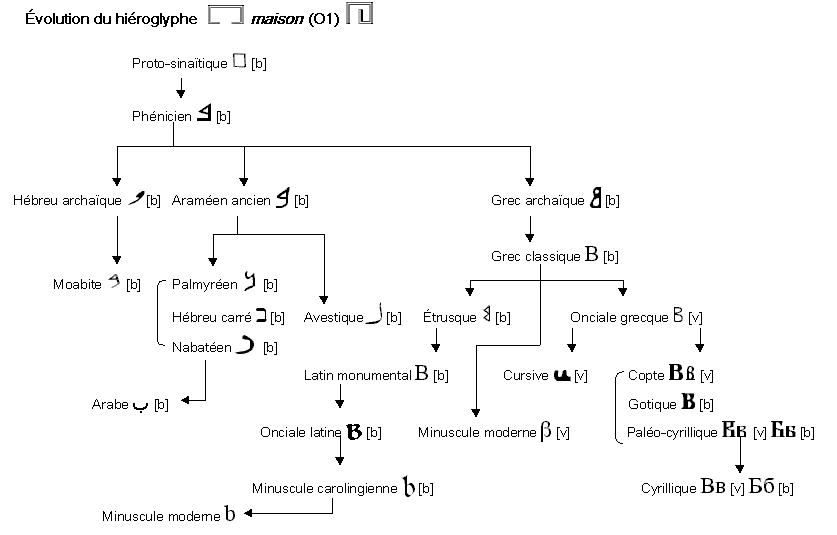
Évolution de la lettre

La lettre B tire probablement son origine de l'alphabet proto-sinaïtique, un alphabet utilisé dans le Sinaï il y a plus de 3 500 ans, lui-même dérivé des hiéroglyphes égyptiens ; le son, /b/, était alors représenté par une maison.
Vers 1500 av. J.-C., la deuxième lettre de l'alphabet phénicien, souvent nommée beth par analogie avec l'alphabet hébreu, possédait une forme qui a servi de base aux alphabets successifs qui s'en sont inspirés, comme l'alphabet grec. Cette lettre, nommée bêta, suit l'œil phénicien après avoir été renversé et avoir reçu une deuxième boucle. La lettre s'est alors tracée Β, puis, lorsque l'alphabet est devenu bicaméral, β en minuscule.
La lettre s'est ensuite transmise à l'alphabet latin par l'intermédiaire de l'alphabet étrusque, lui-même dérivé de  l'alphabet grec « rouge » employé en Eubée (voir l'article Histoire de l'alphabet grec) — alphabet que les Étrusques avaient appris à Pithékuses (Ischia), près de Cumes. En passant dans l'alphabet latin, les lettres ayant perdu leur nom pour se réduire le plus souvent à leur son, le bêta grec a été rebaptisé b.

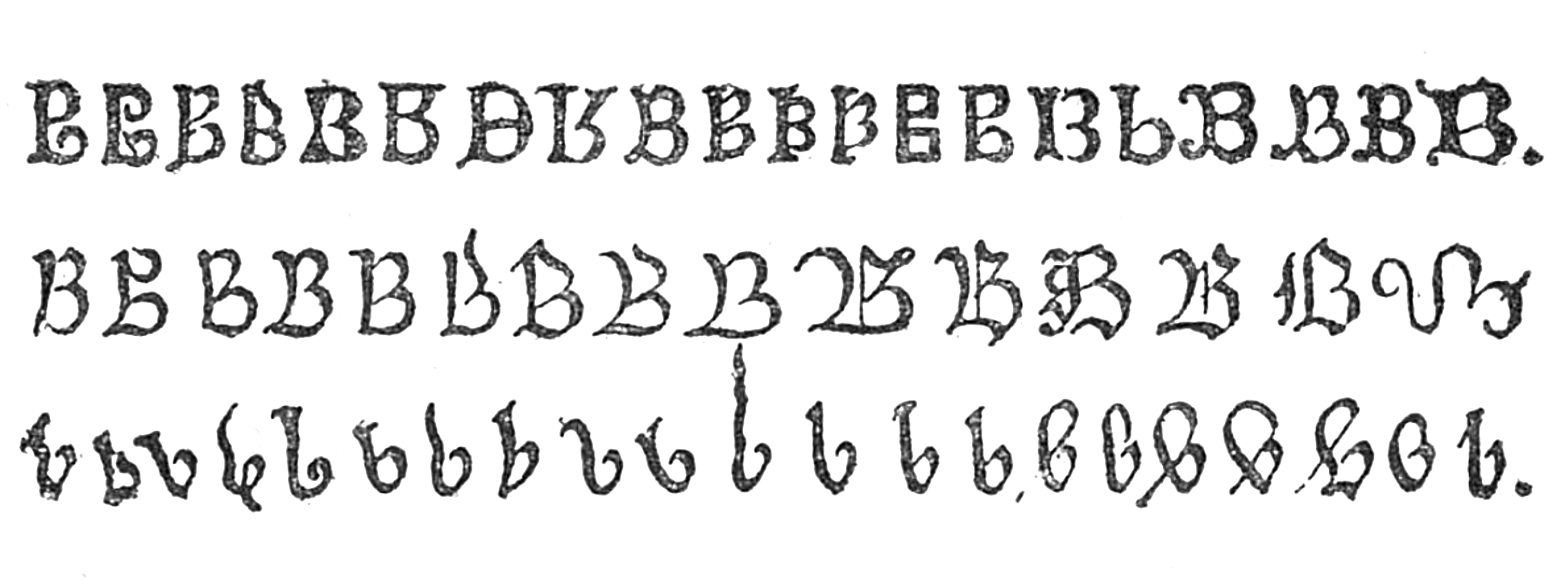
Formes majuscules et minuscules manuscrites de la lettre B dans le Dictionnaire des abréviations latines et française d’Alphonse Chassant.

## Typographie
La graphie de la lettre b minuscule moderne provient de la fin de l'Empire romain, lorsque les scribes commencèrent à omettre la boucle supérieure de la lettre.
|                                              |         |                 |                  |                |
| Gothique                                     | Onciale | Romaine moderne | Italique moderne | Script moderne |
| Quelques exemples de graphies de la lettre B |         |                 |                  |                |

## Codage

### Informatique
| Lettre                   | B                        | B                        | b                         | b                         |
| ------------------------ | ------------------------ | ------------------------ | ------------------------- | ------------------------- |
| Nom Unicode              | Lettre capitale latine B | Lettre capitale latine B | Lettre minuscule latine B | Lettre minuscule latine B |
| Encodage                 | décimal                  | hexadécimal              | décimal                   | hexadécimal               |
| ASCII, ISO 8859, Unicode | 66                       | 42                       | 98                        | 62                        |
| EBCDIC                   | 194                      | C2                       | 130                       | 82                        |

### Radio
- Épellation alphabet radio
  - français : Berthe
  - international : Bravo
  - allemand : Berta
- En alphabet morse la lettre B vaut « -··· »

### Autres
| Signalisation | Signalisation | Langue des signes | Langue des signes | Écriture Braille |
| Pavillon      | Sémaphore     | française         | québécoise        | Écriture Braille |
| ------------- | ------------- | ----------------- | ----------------- | ---------------- |
|               |               |                   |                   |                  |